# Адамава (плоскогорье)
Адама́ва (Адамауа; англ. Adamawa Plateau, фр. Massif de l'Adamaoua) — плоскогорье (плато) в Камеруне, Нигерии и ЦАР.

## Название
Название происходит от имени предводителя местных фульбе по имени Модибо Адама, который основал одноимённый эмират, включавший большую часть плоскогорья и просуществовавший до его смерти в 1848 году.
В свою очередь от названия плато были образованы названия провинции в Камеруне, штата в Нигерии и группы языков, распространённых в основном к востоку.

## Территория

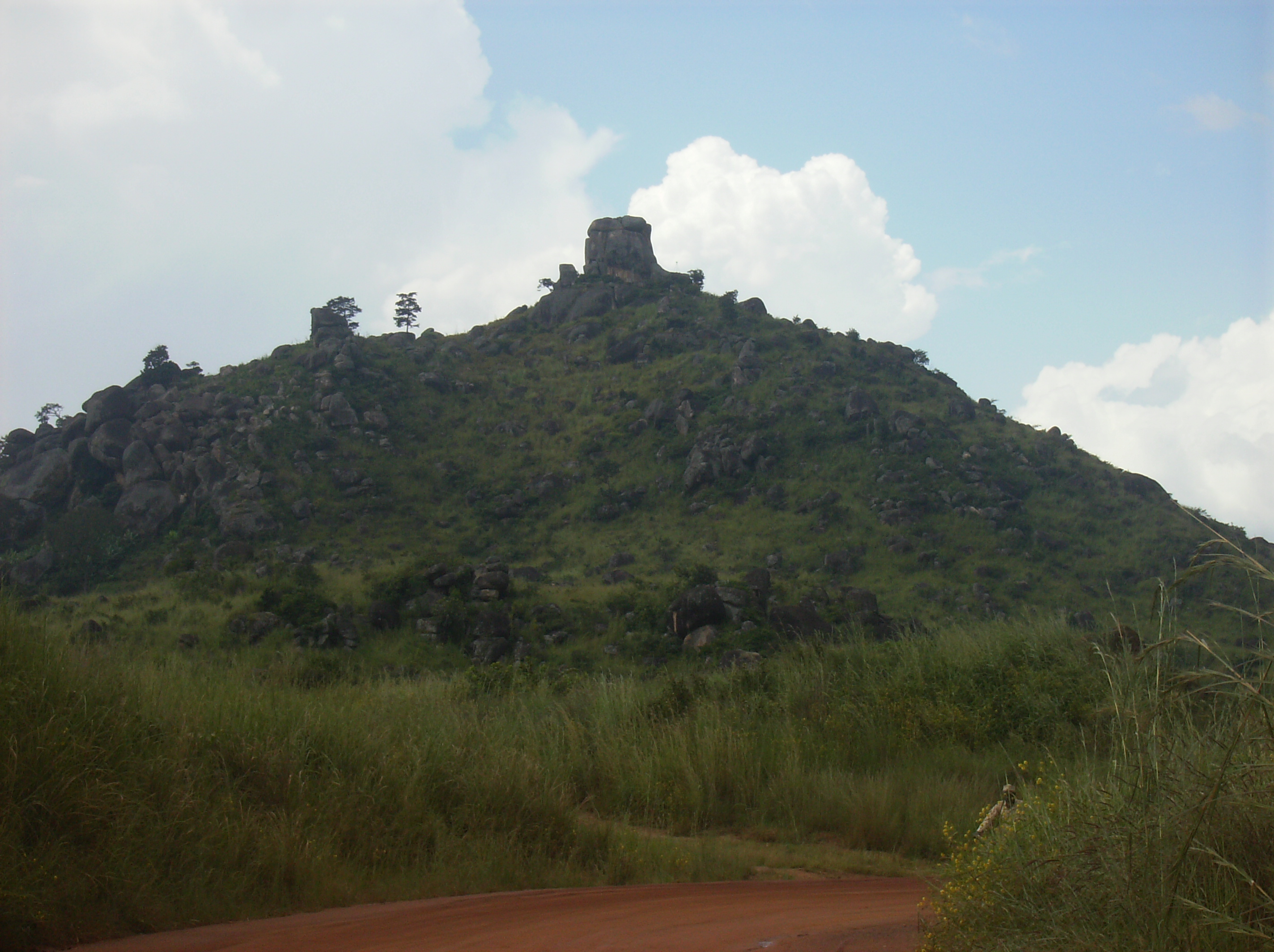
Гора Нгаундере в окрестностях одноимённого города в камерунском регионе Адамава

Плато Адамава занимает обширную территорию между реками Бенуэ на северо-западе и Санага на юго-востоке. Охватывает юго-восток Нигерии, запад и центр Камеруна и запад ЦАР.
Имеет вулканическое происхождение, средняя высота около 1000 м, высочайшая вершина — Оку, 3011 м, другие вершины: Бамбуто (2740 м.), Мбам (2335 м.). Сложено древними кристаллическими и метаморфическими породами (главным образом гнейсами).

## Горы
Центром плоскогорья являются горы Адамава, простирающиеся с запада Камеруна (Западная и Северо-Западная регионы) через юго-восточную Нигерию (штат Тараба, где этот участок носит название Готел) и опять в центральный Камерун (регион Адамава). Иногда их продолжением считаются горы, простирающиеся далее на восток, через всю провинцию Адамава и через границу в ЦАР.
Горы Адамава являются водоразделом между бассейнами рек Бенуэ и Санага (прежде всего её притока Мбам).

## Природа

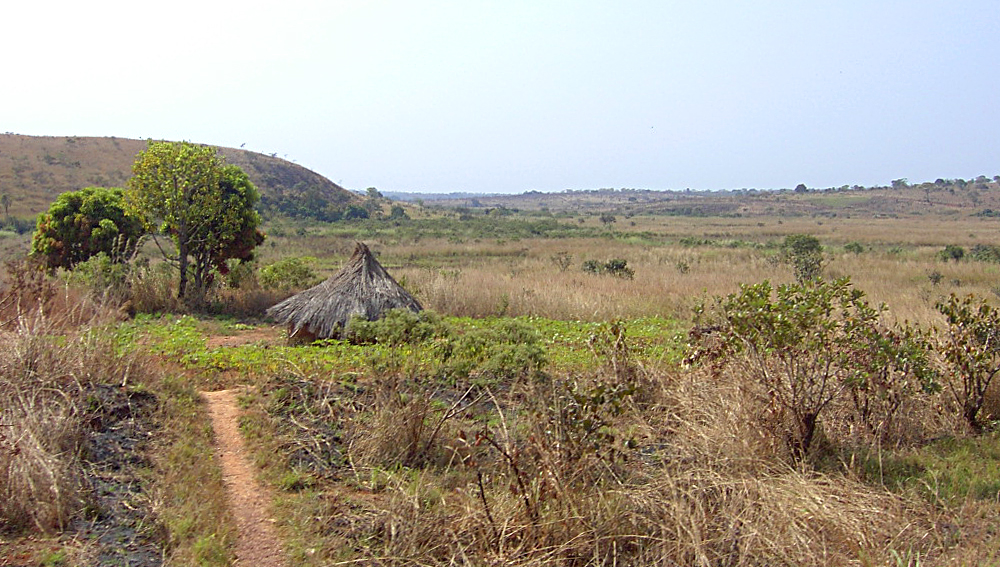
Аграрный пейзаж в окрестностях Нгаундала, Камерун

На юге территория покрыта влажными вечнозелёными лесами, на севере — саванна и листопадно-вечнозелёными лесами, вызванные наличием короткого сухого сезона. В горах — горные саванны.
В плоскогорье находятся важные залежи бокситов.

## Население
Населены народами, говорящими на языках разных групп бенуэ-конголезских и адамава-убангийских языков, а также группами фульбе.
Основным занятием населения горной зоны является кочевое и полукочевое животноводство (крупный рогатый скот). В предгорьях — земледелие.